# 이병욱 (성우)
이병욱(1969년 9월 20일 ~ 2021년 2월 23일)은 한국의 남자 성우다. 1996년 투니버스 2기 공채 성우로 데뷔했다.
2021년 2월 23일에 3년 간의 투병 끝에 사망했다.

## 주요 활동작

### 애니메이션
- 고스트 바둑왕(투니버스) - 양하이
- 탐정학원 Q(투니버스) - 라이언
- GTO(투니버스) - 산노
- 오즈(투니버스) - 루퍼스 앱스타인
- 검비의 모험(투니버스)
- 엄지공주의 모험(투니버스)
- 헨델과 그레텔(투니버스) - 아빠
- 버드나무 사이로 부는 바람(투니버스)
- 로망레느(GAME)
- 더티페어 FLASH(투니버스)
- 오프사이드(스페이스툰) - 노형석
- 가면라이더 드래건(투니버스) - 고로 / 몬스터
- 레이브(투니버스) - 데몬카드 3
- 파워레인저 SPD(투니버스) - 상관
- 몬스터(투니버스) - 조직원 2 / 방화범
- 졸업(투니버스) - 누리 아버지